# أونوميتشي (هيروشيما)
أونومیتشي هي مدينة تقع في محافظة هيروشيما، اليابان. تبلغ مساحة هذه المدينة 284.85 (كم²)، ويبلغ عدد سكانها 148،085 نسمة حسب إحصاء سنة 2008 م. تأسست المدينة في 1 أبريل 1898.

## توأمة
لأونوميتشي (هيروشيما) اتفاقيات توأمة مع كل من:
- إيمباري
- Higashiizumo, Shimane [الإنجليزية]‏
- تشونغتشينغ
- هونفلير
- ماتسوا (5 فبراير 2012 - )[4]

## أعلام
- منى ياماموتو
- كوجي ساتو
- يويا ياماموتو
- كينتا هيراإيشي
- يوشيماسا هوسويا